# 빨간풍선 (드라마)
《빨간풍선》은 2022년 12월 17일부터 2023년 2월 26일까지 방송되었던 TV조선 토일 드라마였다.

## 기획 의도
누구에게도 보일 수 없는 비밀스러운 욕망에 대한 이야기!

## 방송 시간
| 방송 채널 | 방송 기간                          | 방송 시간                                           | 방송 분량  |
| --------- | ---------------------------------- | --------------------------------------------------- | ---------- |
| TV CHOSUN | 2022년 12월 17일 ~ 2023년 2월 26일 | 매주 토요일 ~ 일요일 오후 9시 10분 ~ 오후 10시 50분 | 1시간 40분 |

## 제작진

### 제작사
- 초록뱀미디어 : SBS 금토 드라마 《펜트하우스》, TV조선 토일 드라마 《결혼작사 이혼작곡》, SBS 금토 드라마 《펜트하우스 2》, KBS 2TV 주말 드라마 《오케이 광자매》, SBS 금요 드라마 《펜트하우스 3》(제작), TV조선 토일 드라마 《결혼작사 이혼작곡 2》, 쿠팡플레이 오리지널 《어느 날》, TV조선 토일 드라마 《결혼작사 이혼작곡 3》, JTBC 금토 드라마 《나의 해방일지》, MBC 일일 드라마 《비밀의 집》
- 하이그라운드

### 극본
- 문영남 : MBC 주말 특별 기획 드라마 《분노의 왕국》(집필), KBS 1TV 《TV 문예 극장 - 검은 양복》(집필), KBS 2TV 《KBS 드라마게임 - 문밖의 행복》(집필), KBS 2TV 수목 드라마 《폴리스》(집필), KBS 1TV 일일 드라마 《바람은 불어도》(집필), KBS 1TV 일일 드라마 《정 때문에》(집필), MBC 주말 드라마 《남의 속도 모르고》(집필), KBS 2TV 《KBS 드라마게임 - 깊은 바다》(집필), MBC 일일 드라마 《결혼의 법칙》(집필), SBS 주말 드라마 《그 여자 사람잡네》(집필), KBS 2TV 주말 드라마 《애정의 조건》(집필), KBS 2TV 수목 드라마 《장밋빛 인생》(집필), KBS 2TV 주말 드라마 《소문난 칠공주》(집필), SBS 주말 특별 기획 드라마 《조강지처 클럽》(집필), KBS 2TV 주말 드라마 《수상한 삼형제》(집필), SBS 주말 특별 기획 드라마 《폼나게 살거야》(집필), KBS 2TV 주말 드라마 《왕가네 식구들》(집필), SBS 주말 드라마 《우리 갑순이》(집필), KBS 2TV 수목 드라마 《왜그래 풍상씨》(집필), KBS 2TV 주말 드라마 《오케이 광자매》(집필) 집필

### 연출
- 진형욱 : KBS 1TV 일일 드라마 《사랑은 이런거야》(공동 연출), KBS 2TV 월화 드라마 《꽃피는 봄이 오면》(공동 연출), KBS 2TV 《KBS 드라마 스페셜 - 아줌마 밴드 결성 사건》(연출), KBS 2TV 《KBS 드라마 스페셜 - 보리밭》(연출), KBS 2TV 《KBS 드라마시티 - 시집가기 전날 밤》(연출), KBS 2TV 《KBS 드라마시티 - 마녀 재판》(연출), KBS 2TV 《KBS 드라마 스페셜 - 아무도 날 사랑하지 않아》(연출), KBS 2TV 《KBS 드라마 스페셜 - 오늘밤 집에 가지마》(연출), KBS 2TV 《KBS 드라마 스페셜 - 포카라》(연출), KBS 2TV 《KBS 드라마 스페셜 - 연애》(연출), KBS 2TV 《KBS 드라마 스페셜 - 거미여인의 사랑법》(연출), KBS 2TV 아침 드라마 《착한여자 백일홍》(연출), KBS 2TV 주말 드라마 《수상한 삼형제》(연출), KBS 2TV 《KBS 드라마 스페셜 - 올레길 그 여자》(연출), KBS 1TV 일일 드라마 《당신뿐이야》(연출), KBS 2TV 주말 드라마 《왕가네 식구들》(연출), KBS 1TV 일일 드라마 《당신만이 내사랑》(연출), KBS 2TV 일일 드라마 《내 남자의 비밀》(연출), KBS 2TV 수목 드라마 《왜그래 풍상씨》(연출), KBS 2TV 월화 드라마 《본 어게인》(연출) 연출
- 이승훈 : TV조선 토일 드라마 《결혼작사 이혼작곡》(공동 연출), TV조선 토일 드라마 《결혼작사 이혼작곡 2》(공동 연출) 연출

## 등장 인물

### 주요 인물
- 서지혜 : 조은강 (37세) 역 - "네가 가진 모든 게 부러웠어, 꼬붕이라도 상관없어. 떨어지는 떡고물이 필요했으니까. 처음부터 뺏을 의도는 없었어. 죄가 있다면, 니가 내 곁에 있었다는 거. 너의 무심한 말들, 무심한 행동은 내 가슴속 빨간 풍선을 부풀려 줬어."

겉으론 수수하고 차분한 스타일, 가슴속엔 뜨거운 무엇인가 품고 있다. 목적을 위해서라면 비굴할 정도로 모든 걸 내려놓는다. 이 악물고 상황을 견디며 상대방 마음을 얻는데 주력해, 결국은 환심을 사고 원하는 목적을 이루는데 능숙하다. 한창 예민하던 여고 1학년때 만난 바다에게 평생 상대적 박탈감을 느끼면서도, 그 곁을 떠나지 못하고 인생 제1의 친구로 남는다. 부잣집 바다 곁에 머물러야 떡고물이라도 떨어지니까. 교사가 꿈이지만 매번 임용고시에 낙방, 현재는 유아나 초등생 대상으로 독후감 논술 잡다한 과외 일을 몇 군데 다니고 바다의 심부름 해주며 근근 버티고 있다. 남몰래 혼자만 썸타던 의대 출신 고차원을 바다에게 빼앗기고, 현재는 4년 뒷바라지한 네 살 연하 남친과 결혼할 날만 기다리지만, 남친이 공무원에 합격하자, 버림받는다.
이후 은강은 남몰래 품고 있던 위험한 욕망을 드러내기 시작하고, 좀 편하게 살기 위해, 온 가족을 동원했던 꼼수는 도리어 화가 되어 돌아오는데...
- 이성재 : 지남철 (49세) 역 - "넌 나의 처음이야, 널 잃어버릴까 봐 겁이나. 평생 장인어른한테 짓눌려, 남자도 잃어버리고 살았다. 넌 나의 청춘을 찾아준 사람이야."

없는집 장남으로 태어나, 장인과 똑같은 인생을 걷는다. 고등학교 1학년 때 물상의 눈에 띄어 장학지원과 생활비지원을 받았고, 당연한 수순처럼 금아와 결혼해 처절한 처월드에 입성한다. 서울대 법대를 나왔고, 검찰총장이 될 재목이라 기대한 장인을 번번이 실망하게 하고, 어쩔 수 없이 장인사업체를 이어받아 운영하지만, 실제 권한은 없는 핫바지사장이다. 아직도 본가에 돈을 보내야 하는 처지라 '죄송합니다'를 입에 달고 살며 의기소침해 있지만, 마지막 자존심마저 없는 건 아니다. 어려서부터 없이 살아 늘 짠 내 나는 캐릭터다. 마눌도 내 맘 몰라줘 외롭다. 이 시대 중년 남자의 고달픔을 보여주는 인물이다.
그러던 그에게 한 번도 경험하지 못한 세상을 경험하게 해주는 사람이 나타나면서 그의 인생도 걷잡을 수 없이 휘몰아치기 시작하는데...
- 홍수현 : 한바다 (37세) 역 - "네가 어떻게 내 뒤통수를 치니? 너 때문에 모든 걸 잃었어. 근데 있지, 그 모든 것보다 널 잃은 게 젤 힘들어. 이십 년 동안 내 손발이 돼놓고 인제 와서 너 없이 살라고? 넌 나 없이 살 수 있니?"

잘나가는 보석 디자이너. 협회 회장도 맡아 할 정도로 활동적이고, 성공 의지도 강하다. 부잣집 딸답게 화려한 외모에 속도 깊고 뒤끝 없는 쾌활한 성격. 부유한 가정에서 자랐고 친구들 사이에서도 인싸, 이태리 유학도 다녀왔으나 결혼식 직전에 친정이 쫄망. 결혼을 포기하려 했으나, 남편의 설득으로 결혼식장까지 가지만 아버지가 쓰러져 돌아가시고 만다. 그것이 평생 트집거리가 되어 시부모한테 시집살이 당한다. 요즘 젊은 여자답게 시월드에 당하지 않으려 나름 방법을 강구하지만, 대한민국의 고부갈등은 어쩔 수 없다. 결혼 7주년을 앞두고 있고, 6세 딸 하나 있으며 시댁으로부터 아들 낳기를 강요당하고 있다. 아직도 친정 빚을 남몰래 갚고, 심신이 병약한 친정엄마가 늘 마음에 걸린다.
단짝이었던 은강에게 모든 걸 비밀 없이 털어놓은 것들이 비수가 되어 돌아오고, 은강에게 많은 걸 베풀었지만, 결국 은강의 욕망의 제물이 되는데...
- 이상우 : 고차원 (38세) 역 - "너를 가질 수 없는 수없는 밤을 널 거지려고 몸부림쳤는데, 바람 빠져 내 손에 잡힌 풍선은 더 이상 아름답지 않아."

피부과 의사. 집안의 기대대로 의사는 됐으나, 적성에 맞지 않아 늘 다른 사업을 구상한다. 친구와 동업으로 병원도 차렸고, 출중한 외모와 선하고 유머를 겸비했고 귀하게 자란대로 상대방을 곱게 대하고, 어머니와 아내 갈등의 중심에 있지만, 교통정리를 못 하고 너스레로 넘기면서 갈등을 키운다. 은강이 가정교사를 하느라 들락거리면서 마음에 품은 사람이지만, 7년 전 은강친구 바다를 보자마자 첫눈에 반해 결혼에 이른다. 혼자 썸타고 짝사랑하던 은강으로선 애통할 상황이었고, 그 작은 시작점이 드라마의 출발점이 된다.
- 정유민 : 조은산 (28세) 역 - 쿨하고 요즘 MZ 세대답게 당당하고 개인주의

내공이 어마하고 사람 심리를 두세 단계 앞서 알아챈다, 싸움도 잘하고 뼈만 아니라 내장까지 박살 내는 소릴 잘한다. 은강과는 살가운 자매는 아니지만, 결정적일 때 '역시 핏줄은 질기다'를 보여주고, 서로의 상처를 확인한 후엔 끈끈한 자매애를 보여준다. 사춘기 시절, 아버지의 외도현장 목격 이후 내 인생에 결혼은 없다. 그래서 남자는 가까이하지도, 연애도 하지 않았다. 바다 시댁 회사에 경리로 들어갔다가, 장인•장모 마누라한테 뒤지게 당하는 남철에게 연민을 느껴 그의 차에 스스로 올라탄 은산 앞엔 생각지도 못한 또 다른 인생이 펼쳐지는데.

### 은강네
- 정보석 : 조대봉 (62세) 역 - 개인택시 기사, 긍정적이고 낙천적이다.

내 집 한 칸 없이 허름한 주택에 전세 살지만 괜찮다. 한 번뿐인 인생, 나만 재미나게 살면 그만이다. 항상 깔끔 멋 내고 운전하며, 등산회 모임 회장을 맡아 열나게 활동 중이다. 자연스레 아줌마들과 교류도 활발, 인기도 좋다. 그런 남편을 속 터져 하며 질투에 시로잡혀 뒷조사에 나서는 마눌. 마눌 눈을 피해 혼자 재밌는 짓은 다 하고 다니며, 먼개소리야로 뭉개는 게 특기다.
- 이보희 : 양반숙 (62세) 역 - 기사식당에서 일한다, 남편과 초등 동창이라 뭐든 막상막하다.

인기 좋은 대봉을 꼬셔서 결혼까지 했지만, 평생 잔 바람기 많고 여자들한테 인기 좋은 남편때문에 맘고생이 심하고, 뒤쫓아 다니며 여자 정리에 바쁘다. 시동생도 꼴 보기 싫다. 딸들도 내 맘 몰라준다. 남편이고 자식이고 돈이 최고다. 돈만 생기면, 엄!머! 호호호 난리 난다. 남편의 먼 개소리냐를 먼 새소리야로 받아쳐 뭉개버린다. 겉으로는 이 집안의 대장이다.
- 최대철 : 조대근 (43세) 역 - 중졸, 조대봉과 이복형제.

온갖 인생 풍파와 설움 다 겪었지만 유머러스하고 은근히 매력도 있다. 현재는 일반택시기사. 늘 돈많은 연상녀 꼬셔놀고먹는 게 꿈. 하지만 헛발질로 끝나는 덜떨어진 제비다. 조대봉에게 아픈 손가락이다. 홧김에 한 번 잔 여자가 임신해서 결혼했으나 최근 이혼하고 이 집에 얹혀살며 은근히 밉상으로 형수에게 구박받는다. 은강, 은산과는 통하는 게 있고 잘 지낸다. 그에게도 아무도 모르는 가슴 시린 사연이 있었으니...
- 설정환 : 권태기 (33세) 역 - 은강의 남자친구

가성비 여친인 은강을 4년간 제대로 활용하고 떠난다, 공무원 합격하자 자신의 속물근성을 있는 대로 드러내, 은강에게 지울 수 없는 상처를 남기는데...

### 바다네
- 윤주상 : 고물상 (71세) 역 - 바다의 시아버지

어려서 넝마주이부터 시작해 엿장수 고물상을 이어 지금은 철강회사와 직접 거래하는 규모가 꽤 큰 고철 중간처리 회사 회장이다, 없는 집 장남으로 태어나, 어려서부터 장인장모 따라다니며 일을 시작했고, 자신의 인생 행로대로, 똑똑한 어린 남철을 일찌감치 데릴사위로 삼아 처가살이 독하게 시키는 중이다. 평소에는 손자들 키우고 거두고 부엌살림도 잘한다. 지독한 짠돌이에 깐깐하고, 툭하면 사람이 말여 워치게 생각햐? 이러면서 공을 상대에게 넘기며 깐죽거린다. 그런 통에 아내와 관계는 최악이다. 틈날 때 캠핑차로 차박하러 가는 게 유일한 취미이자 소비다. 손주들 거두고 나면, 자연인이 되어, 나는 자연인이다 출연하는게 소망이다.
- 윤미라 : 나공주 (70세) 역 - 바다의 시어머니

엿장수 딸로 태어났지만, 뒤늦게 얻은 외동딸이라 귀하게 자라, 이기적이고 본인밖에 모른다. 부엌일도 안 하고, 경제활동 한 적 없어 돈 아까운 줄도 모르고, 밖에 나가 고생하는 사람 심정을 이해 못 한다. 늘 엿장수 딸이라는 열등의식이 있다. 남편을 속으로는 무시하지만, 겉으로는 비위도 맞추고, 눈치 보면서도 할 짓은 다한다. 아들에 대한 애착이 지나쳐 며느리인 바다와 갈등을 일으킨다. 바다에게 시월드를 악독하게 느끼게 하는 전형적인 시어머니다.
- 김혜선 : 고금아 (51세) 역 - 바다의 시누이

엄마랑 짝이 되어 놀러 다니며 세상 물정 모르고 관심도 없다, 경제적으로 넉넉하게 자랐고, 낙천적이고 크게 악의도 없다. 첫사랑과 강제로 헤어진 아픔을 가슴에 묻고, 아버지의 오래전 계획대로 짝지어준 남철과 결혼해 살지만, 남편과 거리는 여전하다. 그래도 딴 생각 없이 그저 자식보고 살아가는 보통 부부다. 아버지와 남편이 대립할 때는, 당연한 듯 아버지 편을 들어, 남편을 외롭게 한다. 중1 딸 초5 아들이 있다. 그렇게 나름 평온하게 살아가던 금아에게 뒤늦게 시련이 찾아오고, 선택의 기로에서 갈등을 겪는데...
- 이상숙 : 여전희 (65세) 역 - 바다의 친정어머니

집안이 망했는데도 아직도 여전히 과거를 잊지 못하고, 몸과 마음이 병들어 현재는 고급요양원에 요양 중이며, 바다 시댁엔 비밀로 한 상태다. 바다와 살고 싶어 하지만, 시댁 눈치 보느라 그럴 여건이 못 된다. 나중에 바다의 고통을 알게 되고 엄마로서 분노하는데...
- 오은서 : 고미풍 (5세) 역 - 차원의 딸
- 조연호 : 지운 (12세) 역 - 남철과 금아의 아들
- 고나희 : 지천 (15세) 역 - 남철과 금아의 딸

### 그 외 인물
- 윤지숙 : 이지옥 역 - 조대근의 전 아내.
- 이영은 : 조은별 역 - 조대근의 딸.
- 노성은 : 이지옥의 내연남 역
- 이정길 : 이 부장 역 - 물상자원 직원.
- 최성재 : 신기한 역

## 시청률
최저 시청률과 최고 시청률은 시청률 조사회사와 지역별로 시청률에 차이가 있을 수 있습니다.
| 2022년 | 2022년    | 2022년         | 2022년       |
| 회차   | 방송일    | AGB 시청률     | AGB 시청률   |
| 회차   | 방송일    | 대한민국(전국) | 서울(수도권) |
| ------ | --------- | -------------- | ------------ |
| 제1회  | 12월 17일 | 2.420%         | 2.272%       |
| 제1회  | 12월 17일 | 3.742%         | 3.554%       |
| 제2회  | 12월 18일 | 2.970%         | 2.511%       |
| 제2회  | 12월 18일 | 4.530%         | 4.049%       |
| 제3회  | 12월 24일 | 3.798%         | 3.248%       |
| 제3회  | 12월 24일 | 5.083%         | 4.545%       |
| 제4회  | 12월 25일 | 4.909%         | 3.888%       |
| 제4회  | 12월 25일 | 6.140%         | 5.303%       |
| 제5회  | 12월 31일 | 4.423%         | 3.938%       |
| 제5회  | 12월 31일 | 5.771%         | 5.402%       |
| 2023년 |           |                |              |
| 제6회  | 1월 1일   | 5.637%         | 4.825%       |
| 제6회  | 1월 1일   | 7.032%         | 6.321%       |
| 제7회  | 1월 7일   | 4.685%         | 4.579%       |
| 제7회  | 1월 7일   | 6.130%         | 5.833%       |
| 제8회  | 1월 8일   | 4.643%         | 4.069%       |
| 제8회  | 1월 8일   | 6.916%         | 6.035%       |
| 제9회  | 1월 14일  | 5.271%         | 4.194%       |
| 제9회  | 1월 14일  | 6.713%         | 5.555%       |
| 제10회 | 1월 15일  | 5.577%         | 5.058%       |
| 제10회 | 1월 15일  | 7.702%         | 6.612%       |
| 제11회 | 1월 28일  | 5.403%         | 4.422%       |
| 제11회 | 1월 28일  | 6.922%         | 5.743%       |
| 제12회 | 1월 29일  | 6.744%         | 6.011%       |
| 제12회 | 1월 29일  | 7.913%         | 7.044%       |
| 제13회 | 2월 4일   | 6.157%         | 5.550%       |
| 제13회 | 2월 4일   | 7.561%         | 6.790%       |
| 제14회 | 2월 5일   | 5.785%         | 5.255%       |
| 제14회 | 2월 5일   | 8.082%         | 7.121%       |
| 제15회 | 2월 11일  | 7.233%         | 6.695%       |
| 제15회 | 2월 11일  | 8.865%         | 8.036%       |
| 제16회 | 2월 12일  | 7.032%         | 6.620%       |
| 제16회 | 2월 12일  | 9.478%         | 8.539%       |
| 제17회 | 2월 18일  | 6.988%         | 6.292%       |
| 제17회 | 2월 18일  | 8.905%         | 7.708%       |
| 제18회 | 2월 19일  | 7.204%         | 6.532%       |
| 제18회 | 2월 19일  | 10.057%        | 9.236%       |
| 제19회 | 2월 25일  | 6.575%         | 5.733%       |
| 제19회 | 2월 25일  | 10.242%        | 8.733%       |
| 제20회 | 2월 26일  | 6.813%         | 6.736%       |
| 제20회 | 2월 26일  | 11.566%        | 10.066%      |

## 결방
- 2023년 1월 21일 : 설연휴로 인한 아임 히어로 임영웅 101 재방송으로 대체편성 으로 인한 결방.
- 2023년 1월 22일 : 설연휴로 인한 결방.

## 동시간대 프로그램
- 《일타 스캔들》 (2023년 1월 14일 ~ 2023년 3월 5일)

## OST
- Part.1 : 김연지 - 빨간풍선 (2022.12.25 발매)
- Part.2 : 베이지 - 그대만이 내게 전부니까요 (2023.01.08 발매)
- Part.3 : 지아 - 사랑 그 말은 못하고 (2023.01.14 발매)
- Part.4 : 알리 - 연인 (2023.01.28 발매)

## 참고 사항
- 진형욱 PD, 문영남 작가는 KBS 2TV 주말 드라마 《수상한 삼형제》, KBS 2TV 주말 드라마 《왕가네 식구들》, KBS 2TV 수목 드라마 《왜그래 풍상씨》에 이어 네 번째로 재회하여 합류하였다.
- 진형욱 감독 작품에 자주 출연한 이보희, 최대철 등이 출연한다.
- 문영남 작가 사단으로 불리는 윤미라, 이보희, 최대철, 김혜선 등이 출연하는데 그 중에서도 KBS 2TV 주말 드라마 《오케이 광자매》에서 호흡을 맞춘 윤주상, 이보희, 최대철, 김혜선, 설정환이 해당 프로그램에 연속으로 출연한다.
- 이보희, 이상숙은 MBC 아침 드라마 《내일도 승리》, KBS 2TV 주말 드라마 《왕가네 식구들》, MBC 일일 드라마 《전생에 웬수들》, KBS 2TV 수목 드라마 《왜그래 풍상씨》, KBS 2TV 주말 드라마 《오케이 광자매》에 이어 여섯 번째로 재회하여 캐스팅 되었다.
- 이상우, 문영남 작가는 SBS 주말 특별 기획 드라마 《조강지처 클럽》 이후 15년 만에 재회하여 합류하였다.
- 윤미라, 문영남 작가는 KBS 1TV 일일 드라마 《바람은 불어도》, KBS 1TV 일일 드라마 《정 때문에》, MBC 주말 드라마 《남의 속도 모르고》, MBC 일일 드라마 《결혼의 법칙》, KBS 2TV 주말 드라마 《애정의 조건》, KBS 2TV 수목 드라마 《장밋빛 인생》, KBS 2TV 주말 드라마 《소문난 칠공주》에 이어 여덟 번째로 재회하여 합류하였다.
- 이보희, 진형욱 PD는 KBS 2TV 아침 드라마 《착한여자 백일홍》, KBS 2TV 주말 드라마 《수상한 삼형제》, KBS 2TV KBS 드라마 스페셜 《올레길 그 여자》, KBS 1TV 일일 드라마 《당신뿐이야》, KBS 2TV 주말 드라마 《왕가네 식구들》, KBS 2TV 수목 드라마 《왜그래 풍상씨》에 이어 일곱 번째로 재회하여 합류하였다.
- 이보희, 문영남 작가는 KBS 2TV 주말 드라마 《애정의 조건》, KBS 2TV 주말 드라마 《수상한 삼형제》, KBS 2TV 주말 드라마 《왕가네 식구들》, SBS 주말 드라마 《우리 갑순이》, KBS 2TV 수목 드라마 《왜그래 풍상씨》, KBS 2TV 주말 드라마 《오케이 광자매》에 이어 일곱 번째로 재회하여 합류하였다.
- 김혜선, 문영남 작가는 KBS 2TV 주말 드라마 《애정의 조건》, KBS 2TV 주말 드라마 《소문난 칠공주》, SBS 주말 특별 기획 드라마 《조강지처 클럽》, SBS 주말 드라마 《우리 갑순이》, KBS 2TV 주말 드라마 《오케이 광자매》에 이어 여섯 번째로 재회하여 합류하였다.
- 최대철, 문영남 작가는 KBS 2TV 주말 드라마 《왕가네 식구들》, KBS 2TV 수목 드라마 《왜그래 풍상씨》, KBS 2TV 월화 드라마 《본 어게인》에 이어 네 번째로 재회하여 합류하였다.
- 최대철, 진형욱 PD는 KBS 2TV 주말 드라마 《왕가네 식구들》, SBS 주말 드라마 《우리 갑순이》, KBS 2TV 수목 드라마 《왜그래 풍상씨》, KBS 2TV 주말 드라마 《오케이 광자매》에 이어 다섯 번째로 재회하여 합류하였다.
- 설정환, 정유민은 KBS 1TV 일일 드라마 《꽃길만 걸어요》 이후 3년 만에 재회하여 캐스팅 되었다.
- 서지혜, 이성재는 영화 《상사부일체》, SBS 수목 드라마 《질투의 화신》에 이어 세 번째로 재회하여 캐스팅 되었다.
- 서지혜, 정보석은 MBC 주말 특별 기획 드라마 《신돈》, SBS 수목 드라마 《흉부외과 - 심장을 훔친 의사들》에 이어 세 번째로 재회하여 캐스팅 되었다.
- 이상우, 김혜선은 SBS 주말 특별 기획 드라마 《조강지처 클럽》 이후 15년 만에 재회하여 캐스팅 되었다.
- 윤주상, 윤미라는 KBS 2TV 주말 드라마 《솔약국집 아들들》 이후 13년 만에 재회하여 캐스팅 되었다.
- 이상우, 윤미라는 KBS 2TV 주말 드라마 《사랑을 믿어요》 이후 11년 만에 재회하여 캐스팅 되었다.